# Coupe du monde de marche 1995
Navigation
Monterrey 1993 Poděbrady 1997
La 17e édition de la Coupe du monde de marche s'est déroulée les 29 et 30 avril 1995 dans les rues de Pékin, en Chine.

## Tableau des médailles
| Rang | Nation   | Or | Argent | Bronze | Total |
| ---- | -------- | -- | ------ | ------ | ----- |
| 1    | Chine    | 5  | 0      | 2      | 7     |
| 2    | Mexique  | 2  | 0      | 2      | 4     |
| 3    | Russie   | 0  | 3      | 1      | 4     |
| 4    | Espagne  | 0  | 1      | 1      | 2     |
| 5    | Italie   | 0  | 3      | 0      | 3     |
| 6    | Finlande | 0  | 0      | 1      | 1     |
|      | Total    | 7  | 7      | 7      | 21    |

## Podiums

### Hommes
| Épreuve                             | Or                                   | Argent                                     | Bronze                                    |
| ----------------------------------- | ------------------------------------ | ------------------------------------------ | ----------------------------------------- |
| 20 km                               | Li Zewen Chine 1 h 19 min 44 s       | Mikhail Shchennikov Russie 1 h 19 min 58 s | Bernardo Segura Mexique 1 h 20 min 32 s   |
| 20 km par équipes                   | Chine 436 pts                        | Italie 422 pts                             | Mexique 420 pts                           |
| 50 km                               | Zhao Yongsheng Chine 3 h 41 min 20 s | Jesús Ángel García Espagne 3 h 41 min 54 s | Valentin Kononen Finlande 3 h 42 min 50 s |
| 50 km par équipes                   | Mexique 426 pts                      | Russie 419 pts                             | Espagne 413 pts                           |
| Lugano Trophy - Combiné par équipes | Mexique 846 pts                      | Italie 815 pts                             | Chine 805 pts                             |

### Femmes
| Épreuve                          | Or                             | Argent                               | Bronze                       |
| -------------------------------- | ------------------------------ | ------------------------------------ | ---------------------------- |
| 10 km                            | Gao Hongmiao Chine 42 min 19 s | Yelena Nikolayeva Russie 42 min 32 s | Liu Hongyu Chine 42 min 49 s |
| Eschborn Cup - 10 km par équipes | Chine 443 pts                  | Italie 429 pts                       | Russie 424 pts               |